# Saipan Airport Field
Saipan Airport Field – stadion piłkarski w Saipan w Marianach Północnych. Znajduje się na skrzyżowaniu dróg Chalan Herman Pan Guerrera (Airport Rd) i Flame Tree Road, w pobliżu międzynarodowego lotniska. Jest obecnie używany głównie dla meczów piłki nożnej. Swoje mecze rozgrywa na nim drużyna piłkarska Paire FC.